# Солодин, Владимир Алексеевич
Владимир Алексеевич Солодин (24 июля 1930 — 7 июня 1997, Москва) — деятель советской цензуры, заместитель начальника Главлита, по диплому — экономист-международник.
Согласно распространённым оценкам — главный и наиболее известный политический цензор в СССР, общий стаж работы в Главлите — 30 лет, с 1961 по 1991 год.
В ряде неофициальных источников указывается, что Солодин являлся также генералом КГБ СССР.

## Биография
Доподлинное место рождения Солодина и сведения о его происхождении в открытых источниках не публиковались. По некоторым данным — потомок дворян.
Воспитанник Тульского и Тамбовского суворовских училищ, в последнее был переведён в 1947 и окончил его в 1949 году. По воспоминаниям однокурсника Б. А. Подъяпольского, Солодина уже в кадетские годы отличала эрудиция и культура: «Он знал намного больше нас из литературы — в спальне после отбоя красочно пересказывал „Консуэло“ Жорж Санд. Мог процитировать из „Истории государства Российского“, намурлыкать арию графини из „Пиковой дамы“. Он лучше многих разбирался в жизни и в политике, давая порой критические оценки Сталину».
В составе сводного полка учащихся суворовских училищ 14-летний кадет Солодин участвовал в Параде Победы на Красной площади 24 июня 1945 года, запечатлён на кадрах кинохроники.
Окончил Московский институт внешней торговли, по специальности экономист-международник.
С 1961 по 1991 работал в Главлите СССР, где последовательно занимал должности от цензора до начальника управления по контролю общественно-политической и художественной литературы, заместителя начальника Главлита. В работе строго руководствовался государственной и партийной дисциплиной, по отношению к советскому режиму занимал охранительную, но гибкую позицию. В функции Солодина входили практически неограниченные полномочия в сфере «регулирования» содержания художественной литературы и публикаций в газетно-журнальной периодике. Согласно публиковавшимся оценкам, «обширные знания и способность взвешенно решать вопросы выхода на общественное обозрение „закрытой“ информации создали ему в профессиональной среде издателей и руководителей советской журналистики репутацию человека, способного прислушиваться к мнениям оппонентов и приходить к компромиссным выводам».
Солодин осуществлял, в частности, надзор за «Литературной газетой». По воспоминаниям первого заместителя главного редактора Юрия Изюмова о характерном стиле работы Солодина, «казалось, что он испытывал какое-то садистское наслаждение, за час-за два до подписания номера требуя что-то снять, что-то поправить. Но А. В. Романова, который в описываемое время руководил Главлитом, такие люди устраивали. В этом учреждении твёрдо знали: перебдят — никто слова не скажет, недобдят — жди беды». Среди прочего, Солодин курировал также газету «Правда», в которой до августа 1991 на постоянной основе работали 4 подчинённых ему цензора, и журнал «Огонёк».
После упразднения цензуры в 1991 году работал на Центральном телевидении, в министерстве информации, Комитете по печати РФ, организовывал «правильное» освещение в СМИ межнациональных конфликтов на Кавказе.
Профессиональные качества цензора Солодина оказались вновь востребованными в ходе событий сентября-октября 1993 в Москве, связанных с противостоянием Верховного Совета России и президента Ельцина. Тогда на непродолжительное время в России официально была введена цензура, и Солодин возглавил в Комитете по печати РФ соответствующее подразделение, в подчинении главы Комитета Владимира Шумейко и его первого заместителя Давида Цабрия. Выпуск ряда прокоммунистических изданий, таких как «Правда», «Советская Россия» был приостановлен, а газета «День» — закрыта (в дальнейшем выходила под названием «Завтра»). 15 октября 1993 года на встрече с коллективом газеты «Правда» Солодин предъявил журналистам ультимативное требование сменить название газеты и её главного редактора. В результате цензурных ножниц Солодина и его коллег вычёркивались отдельные фрагменты, снимались целые материалы и из либеральных газет, некоторые издания (как «Независимая газета») выходили в сентябре-октябре 1993 года с пустыми колонками на полосах, тем самым протестуя против цензуры в России. К ноябрю 1993 года цензурная деятельность Солодина была прекращена, в этот раз уже до конца его жизни.
В 1990-х годах участвовал в посреднических миссиях по урегулированию армяно-азербайджанского, осетино-ингушского конфликтов, содействовал обмену военнопленными.
В 1992 году в Конституционном суде выступал на процессе по обвинению КПСС, членом которой Солодин состоял до 1991 года — в качестве общественного обвинителя «преступных» деяний партии в области печати и литературы.
К Горбачёву и Ельцину, равно как и к коммунистической, советской деятельности после отставки из Главлита относился крайне негативно.
Уже в постсоветское время Солодин рассказывал, как ещё в 1968 году в СССР рассматривался проект «Закона о печати», в котором предусматривалась отмена цензуры. В ходе обсуждения проекта в Политбюро ЦК КПСС секретарь ЦК Михаил Суслов напомнил, что от отмены цензуры в Чехословакии до ввода войск и танков Варшавского договора прошёл всего год: «Чьи танки и когда мы будем вводить в Москву?». Поскольку встречных аргументов у присутствующих не нашлось, проект был отвергнут. Пророчество Суслова сбылось: в июне 1990 года цензура в СССР была отменена, а спустя год в Москву вошли войска и танки.
Солодин известен как автор афоризмов, среди наиболее цитируемых: «Писать надо, чтобы было страшно, а если не страшно, значит и не надо писать», «Цензура нужна, как нужен кусочек дерьма поручику, некоторое время просидевшему в шкафу с дамскими платьями», «Печать — капля смазки между политическими институтами общества».

## Оценки

Последнее пристанище — колумбарий Ваганьковского кладбища

Согласно оценке газеты «Совершенно секретно» (№ 6 — 1997), с которой Владимир Алексеевич тесно сотрудничал и консультировал, Солодин был одним из главных цензоров СССР, вместе с тем «благодаря ему и вопреки партийно-бюрократической машине дошли до читателей талантливые статьи и книги авторов, ныне известных не только в стране, но и за её рубежами». Главный редактор журнала «Огонёк» Виталий Коротич называл Солодина человеком «знающим и неглупым», вспоминал, что в ряде случаев цензор делился с ним инсайдерской информацией. В некоторых источниках указывается, что Солодин в советское время с особой настойчивостью и неумолимостью препятствовал публикации произведений Булата Окуджавы.
Помимо сильного интеллекта и эрудиции, современники Солодина отмечали его обаяние и элегантность, никогда не покидающее выражение значительности и влиятельности в лице, манеру говорить неспешно и основательно, безукоризненный внешний вид, включая стильный костюм, подчёркивающий даже на склоне лет спортивное телосложение, всегда свежие сорочки, изысканный парфюм, ежедневно выглаженные брюки и до блеска начищенные ботинки. По воспоминаниям писателя Сергея Лукницкого, работавшего с Солодиным в Комитете по печати РФ, «его обожали все: мужчины — за то, что у него легко было учиться профессионализму, умению завязывать галстук и вести беседу, а дамы — вообще за интеллигентность. Для каждого Солодин находил доброе слово. Его шутки не ранили. А шутил он на четырёх языках, в том числе на китайском. Его афоризмы цитировали». Ни автомобиля, ни дачи Солодин за всю карьеру не нажил.

## Личная жизнь
Никто из сослуживцев, современников и мемуаристов не публиковал информации о семье Солодина.
Жил в Москве в двухкомнатной квартире на Большой Никитской улице, 49. Жена — Наталия Николаевна Солодина (1933—2019).
Скоропостижно скончался 7 июня 1997 года в Москве. Урна с прахом захоронена в закрытой части колумбария Ваганьковского кладбища (секция 40Б).